# Саратський Олександр Наумович
Олександр Наумович Саратський (нар. 28 січня 1961, Київ, Українська РСР, СРСР) — український композитор, музикознавець, диригент, педагог, Заслужений діяч мистецтв України (2020).

## Біографія
Олександр Саратський народився у Києві 28 січня 1961 року. Його батьки — музикознавиця та викладачка Алла Аркадіївна Саратська та інженер Наум Єфимович Саратський. Він навчався у загальноосвітній школі та Київській дитячій музичній школі № 3 імені В. С. Косенка по класу скрипки з 1966 по 1975 роки у Зельдиса Веніаміна Григоровича. У 1975 році він вступив на теоретичний факультет Київського державного музичного училища імені Р. М. Глієра (нині — Київська муніципальна академія музики імені Р. М. Глієра). Після закінчення музичного училища у 1979 році, він проходив службу у військах протягом двох років. Під час служби Олександр написав 6 увертюр та більше, ніж 200 аранжувань маршів, пісень і танців для духового оркестру. З 1981 року він працює артистом Хмельницької, Псковської філармоній та Укрконцерту.
Від 1983 до 1988 року О. Саратський навчався на теоретико-композиторському факультеті Ленінградської консерваторії ім. М. А. Римського-Корсакова, де отримав освіту музикознавця. У рамках своєї дипломної роботи на тему «Ф'южн як явище сучасної музики» (керівник — професорка Людмила Григорівна Ковнацька) він досліджував джаз у радянському просторі, що на той момент було однією з перших таких спроб.
У період між 1987 та 1991 роками, О. Саратський грав у рок-гурті «XX століття» Черкаської філармонії, де починаючи з 1989 року, очолював гурт як його музичний керівник. У цей час, О. Саратський експериментував з об'єднанням симфонічної, джазової та рок-музики, використовуючи інтонації українського фольклору. Під його керівництвом, гурт «XX століття» успішно виступав на міжнародних фестивалях та здобував нагороди на різноманітних конкурсах. За цей період, гуртом було створено приблизно двадцять пісень, кілька п'єс та Симфонію для рок-гурту.

### Викладацька діяльність
Починаючи з 1995 року, Олександр Саратський розпочинає викладати музичну літературу та дієтику в Київській Вечірній Музичній Школі імені К. Г. Стеценка. Він також керує проектом шкільного ансамблю «СараБанда», який декілька разів став переможцем міських та районних всеукраїнських конкурсів і брав участь у фестивалях. У 2015 році Олександр Саратський перетворює цей ансамбль на шкільний естрадно-симфонічний оркестр та стає його художнім керівником.
Починаючи з 2004 року, Олександр Саратський став викладачем курсу «Історія та теорія джазу» на кафедрі світової музики Національної музичної академії України ім. П. І. Чайковського. У 2017 році, він організував Біг-бенд «СараБанда» і написав програму для предмету «Біг-бенд» Під його керівництвом, Біг-бенд «СараБанда» виступав на різноманітних заходах, таких як Х Міжнародна Пасхальна асамблея (2018), фестиваль «Чайковський-Fest» (Тростянець, 2019), Перший фестиваль сучасної та класичної музики «Нова Музика в Україні» (Київ, 2019), XVIII Міжнародний джазовий фестиваль «Єдність», та Перший міжнародний фестиваль «Браво, SAX!» (Київ, 2019).

### Композиторська діяльність
Починаючи з 1977 року, О. Саратський займається активною композиторською діяльністю, і в його творчій практиці він працює з широким спектром виконавських складів, від сольних до оркестрових творів, а також з різними музичними стилями, включаючи класику, джаз, фольк та рок. Його обробки українських народних пісень, які були видані у двох частинах збірки «Цвіте Терен» видавництва «Музична Україна», звучать по всьому світу в Польщі, Китаї, США, Франції, Італії, Канаді, Казахстані, Росії, Мексиці, Індії, Японії, Іспанії, Румунії та інших країнах.
Обробка «Цвіте Терен» О. Саратського була виконана двічі у Карнегі-Холі  у 2016 році піаністом українського походження Джонсоном Антоніо Бразильєро. Цей виступ увійшов до Національного реєстру рекордів України як сольний виступ наймолодшого піаніста (12 років) в концертній залі.

### Виконавська діяльність
Під час свого призову до армії в 1979 році, О. Саратський був залучений до виконання понад 200 аранжувань пісень та танцювальних номерів для великого духового оркестру в Чернігові. Крім того, він створив шість авторських «Увертюр» для урядових заходів. У 1980 році був поставлений мюзикл «Котячий дім» в Чернігівському театрі, а в 1981 році О. Саратський взяв участь у 30 концертах як частина ВІА «Товтри». З 1982 по 1986 рік він дав більше 3000 концертів у складі ВІА «Каскад» в різних містах України та Радянського Союзу, таких як Молдова, Казахстан, Литва, Естонія, Латвія, Білорусь, Урал та Сибір. У період між 1987 та 1990 роками О. Саратський працював над аранжуванням для українського рок-гурту «XX століття». У цей період відбулися гастрольні подорожі на фестивалі в Москві («Рок-панорама», листопад 1987 р.), Лісабоні (січень 1988 р.), Монголії (вересень 1988 р.), Барселоні (жовтень 1988 р.), Брно, Остраві (1989) та Празі («Intertalent», 1989). Протягом трьох років, з 1997 по 1999, гурт «XX століття» провів більше тисячі концертів у різних містах України та колишнього Радянського Союзу. У 1990-х роках у репертуарі «Театру драми і комедії на лівому березі» з'явилася вистава під назвою «Лев Взимку», до якої була створена музика О. Саратського. У 1995 році О. Саратський заснував ансамбль «Два Плюс…», який наразі відомий як «СараБанда». У 2000 році цей ансамбль став лауреатом міжнародного фестивалю «Джазові голоси-2000», що проходив у Москві.
Однією з щорічних традицій О. Саратського стали сольні концерти в Національній філармонії України, які він почав давати з 2001 року. Він запрошує до своїх авторських програм кращі колективи України та відомих артистів з усього світу, таких як Ніна Матвієнко, Богдан Бенюк, Ігор Славинський, Володимир Шпудейко, Кирило Стеценко, Злата Огнєвич, Анастасія Каменських (NK), Тамара Ходакова, Дмитро Тодорюк, Павло Табаков та інших. У цих концертах беруть участь також національні симфонічні оркестри, зокрема, Національний симфонічний оркестр України та Симфонічний оркестр Українського радіо, а також Національний ансамбль солістів «Київська камерата», Національний ансамбль «Київські солісти» та Ансамбль пісні і танцю Збройних сил України. Організовуються концерти з участю національних симфонічних оркестрів, симфонічних та камерних оркестрів різних міст України, таких як Харківської філармонії, «Віртуози Львова», Кримської філармонії, Тернополя, Луцька, Херсона, Кропивницького, Дніпра, Хмельницького, Вінниці, а також октету «Орфей», дуету «Алібі», квартету «Прима» та інших. Виступи відбуваються на відомих концертних майданчиках різних міст України, таких як Київ, Львів, Харків, Житомир, Дніпро та інші.

## Сім'я
Дружина — акторка театру та кіно, викладачка Олена Васильєва (нар. 1958).
Син — композитор, продюсер Дмитро Саратський (нар. 1984).
Онук: Ілля Саратський (нар. 2015).

## Творчий доробок

#### Авторські концерти О. Саратського:
19.02.2015 — «Джазовий клавір» (за участі квартету «Пріма»)
03.02.2016 — «Ювілейний концерт» (за участі Національного симфонічного оркестру України під керівництвом Володимира Сіренко, а також октету «Орфей», Злати Огнєвіч, Анастасії Каменських (NK), Анни Завальської, Лани Меркулової та інших)
16.02.2017 — «Київ — Нью-Йорк» (за участі Аркадія Кофмана)
06.02.2018 — «Джазові фантазії з Камератою» (за участі Національного ансамблю солістів «Київська камерата», а також Аніко Долідзе, Анни Завальської, Лани Меркулової)
21.02.2019 — «Свінг в Академії» (за участі Біг Бенда «СараБанда» Національної музичної академії ім. П. І. Чайковського)
25.02.2020 — «Смичком по клавішах» (за участі К. Стеценка (скрипка) та Камерного оркестру Національної музичної академії ім. П. І. Чайковського під керівництвом І. Андрієвського)
28.01.2021 — «Олександр Саратський запрошує…»

### Твори для симфонічного оркестру
- «Фантазія» на теми І. Дунаєвського (2005)
- Симфонія № 1 F-dur (2005—2010)
- Симфонія № 2 g-moll (2008)
- Симфонічна картинка «Музиканти в дорозі» (2009)
- Симфонія № 3 c-moll «2014» (2022) (І, ІІ, ІІІ частини)
- Симфонія № 4  «Чоколівська» (2022—2023)

### Твори для інструменту з симфонічним оркестром

#### Для фортепіано з оркестром

##### Концерти
- Концерт для фортепіано з оркестром № 1 F-dur (2005)
- Концерт для фортепіано з оркестром № 2 G-dur (2006)
- Концерт для фортепіано з оркестром № 3 C-dur (2009) (І частина)
- Концерт для фортепіано з оркестром № 4 f-moll (2013)
- Концерт для фортепіано з оркестром № 5 «Beat Heaven» Es-dur (2016) (І, ІІ, ІІІ частини)
- Концерт для фортепіано з оркестром № 6 c-moll (2018) (І, ІІ, ІІІ частини)
- Концерт для фортепіано з оркестром № 7 F-dur (2019) (І, ІІ, ІІІ частини)
- Концерт для фортепіано з оркестром № 8 d-moll (2021) (І, ІІ, ІІІ частини)
- Концерт для фортепіано з оркестром № 9 d-moll (2022—2023) (І, ІІ, ІІІ частини)

##### Сюїти
- Сюїта для фортепіано з оркестром № 1 (2004)
- Сюїта для фортепіано з оркестром № 2  (2007)

#### Для скрипки з оркестром
- Концерт для скрипки з оркестром d-moll (2018) (І, ІІ, ІІІ частини)

#### Подвійні концерти
- Подвійний концерт для скрипки і альта з оркестром (2012)
- Подвійний концерт для скрипки і віолончелі з оркестром (2020)

### Твори для хору та оркестру
- Джазова кантата «Рух» для хору та оркестру (на вірші українських поетів) (І, ІІ, ІІІ, IV, V, VI частини)

### Твори для духового оркестру
- 6 увертюр на патріотичні теми (1979—1981)
- 2 марші (1979—1981)
- більше 200 аранжувань пісень, танців, маршів

### Твори для інструментальних ансамблів
- Квінтет «Збільшена Прима» (2016) (І, ІІ, ІІІ частини)
- Квінтет для духових інструментів (1986)

### Твори для джаз-ансамблів та біг бендів
- «Два плюс два» (2003)
- «Подвійне дихання»(2003)
- «Два погляди» (2003)
- «Свінг в Академії» (2018)
- Увертюра на теми П. Чайковського (2019)
- «Коломийка» (2018)
- Увертюра на теми Дж. Гершвіна «Коляда» (на теми колядок)

### Твори для рок-гуртів
- Симфонія для рок-гурту «Критична маса» (1988)
- Сюїта для рок-гурту (1988)
- Більше 20 обробок для рок-гурту («Щедрик», «По садочку ходжу», «Несе Галя воду», «Ой, чий-то кінь стоїть», «Ой, ходила дівчина, бережком», «Сидить млада», «Од Києва до Лубен» та інші)

### Вокальні твори
- Вокальний цикл для сопрано, баритону та камерного оркестру на вірші українських поетів у п'яти частинах (2004)
- «Пісня про Львів»(2011),
- Пісні «Олімпо», «Фата моргана», «Фінал», «Чудо-юдо» (1987—1989)
- Більше 50 обробок українських народних пісень («Щедрик», «По садочку ходжу», «Ой, чий-то кінь стоїть», «Ой, ходила дівчина, бережком», «Сидить млада», «Од Києва до Лубен», «Ой, у вишневому садку», «Ой, у гаю, при Дунаю», «Ой, у полі три криниченьки», «Веснянка», «Весільні пісні» та інші)

### Твори для фортепіано
- Соната для фортепіано «Real-time» (2017)
- Три Прелюдії («Постлюдія», «Олена», «Сарабанда») (2002—2003)
- більше 50 обробок українських народних пісень («Цвіте терен», «Несе Галя воду», «Ой, чий-то кінь стоїть», «Ой, ходила дівчина, бережком», «Коломийка», «Розпрягайте хлопці коней», «Ой, у вишневому садку», «Ой, у гаю, при Дунаю», «Ой, у полі три криниченьки», «Чом ти не прийшов», «Сидить млада», «Од Києва до Лубен», Чорнії брови, карії очі" та інші)

### Твори для дітей
- П'єси «Блюз їжачка», «Джаз у Карпатах», «Регтайм», «Нью-Орлеанська мазурка», «Граємо джаз», «Спірічуелс», «Свінгуємо разом», «Джазовий дует» (2017)

### Обробки
- Більше 300 обробок українських, грузинських, єврейських, китайських, індійських, російських, білоруських, азербайджанських пісень для різних складів

### Музика для театру
- «Котячий Дім» (1980)
- «Лев Взимку» (1992)

## Дискографія
- «Два Плюс…» (Symphocarre, 2001)[24]
- «Сарабанда» (Symphocarre,  2004)[25]
- «Цвіте терен» (Artwood, 2005)[26]
- «Wonderful World» (Symphocarre, 2009)[27]

## Публікації

### Музичні твори
- «Цвіте терен» (перша частина), джазові обробки українських народних пісень (видавництво «Музична Україна», 2010)[28]
- «Граємо Джаз», твори для скрипки і фортепіано (видавництво «Музична Україна», 2017)[29]
- «Цвіте терен» (друга частина), джазові обробки українських народних пісень (видавництво «Музична Україна», 2018)[30]
- «Джаз. Кроки по клавішах», джазові п'єси для початківців (видавництво «Музична Україна», 2021)[31]

### Музикознавчі роботи
- Дипломна робота «Ф'южн як явище сучасної музики» (ориг. «Фьюжн как явление современной музыки»), науковий керівник Ковнацька Людмила Григорівна (1988, рукопис)

## Звання, нагороди та премії
- Заслужений діяч мистецтв України (2020)[32]